# Steve Sedgley
Stephen Philip Sedgley, meglio noto come Steve Sedgley (Enfield, 26 maggio 1968), è un ex calciatore inglese, di ruolo centrocampista.

## Palmarès

### Club

#### Competizioni nazionali
- Coppa d'Inghilterra: 2

Coventry City: 1986-1987
Tottenham: 1990-1991
- Charity Shield: 1

Tottenham: 1991